# 硫酸钙
硫酸钙，化学式为CaSO4，是一种常见的实验室和工业用化学品。
在实验室中，无水硫酸钙是一种干燥剂，而两水合硫酸钙就是常见的石膏。但含硫酸钙的水就成为了永久硬水。
硫酸钙也是粉笔的主要成分。
食用级可用作干燥剂和营养增补剂。

## 制取
通常，硫酸鈣由天然礦物中提取。但有時也使用化學反應生成。

### 實驗室制取
- 通常實驗室制取硫酸鈣时使用硫酸和氫氧化鈣制取，反應式:

{\displaystyle {\rm {H_{2}SO_{4}+Ca(OH)_{2}\rightarrow CaSO_{4}+2H_{2}O}}}
- 亦可使用硫酸和碳酸鈣製取，反應式:

{\displaystyle {\rm {H_{2}SO_{4}+CaCO_{3}\rightarrow CaSO_{4}+CO_{2}+H_{2}O}}}
- 亦可把金屬鈣放進硫酸，反應式:

{\displaystyle {\rm {H_{2}SO_{4}+Ca\rightarrow CaSO_{4}+H_{2}}}}

### 工業制取
工業制取常常從天然礦物中提取，有時也作為其他工業品的副產品產出。

## 溶解性
硫酸钙的溶解度比较低，仅微溶于水，但溶于酸、铵盐溶液和海水。溶於水的硫酸鈣呈中性。

## 用途
硫酸钙的用途十分广泛：
- 二水合硫酸钙是石膏，可以用于外科医学上的固定、齒模和人造骨骼製作、美術創作及室內裝潢等用途。
- 有时在实验室中用作干燥剂
- 食品級硫酸钙，為食品添加物用于从豆浆中析出豆腐、豆花
- 工业上制取水泥的原料之一
- 工业生产粉笔的原料
- 在園藝上用作土壤改良劑。

## 参看
- 硫酸根
- 钙
- 石膏